# 吕佗
呂佗（?—?），略陽郡（治今甘肅天水市）氐族人，後涼宗室。後涼懿武帝呂光的兄弟，巴西公。
401年，吕隆、吕超兄弟（呂光的侄子）杀死后凉王吕纂（呂光的儿子）。吕纂的弟弟陇西公吕纬和吕佗此时都在北城，便号令部队整装待发，准备发兵去进攻吕超。吕佗被妻子梁氏阻止：“吕纬、吕超都是我们的侄儿，为什么要舍弃吕超而帮助吕纬？自为祸首乎？”吕佗于是去对吕纬说：“吕超发动事变已成功，占领了武器库，把持了精兵，现在再去攻击实难取胜，况且我老了，不能再有作为了。”吕超的弟弟吕邈得到呂緯的宠信，劝说吕纬道：“纂贼杀兄弟，隆、超顺人心而讨之，正欲尊立明公耳。方今明公先帝之长子，当主社稷，人无异望，夫复何疑！”吕纬一个人骑马进了都城，被吕超抓住杀了。后秦陇西公姚硕德攻打姑臧，姚硕德活捉了龙骧将军吕邈。吕佗率领着东苑的部队二万五千人投降后秦，西凉国君（凉公）李暠、南凉国君（河西王）秃发利鹿孤、北凉国君（张掖公）沮渠蒙逊派遣使节向后秦纳贡。